# ロッタレイン
『ロッタレイン』は、松本剛による日本の漫画。小学館の雑誌『月刊IKKI』において連載が開始された。その後、同誌の休刊にともない掲載誌を小学館の『ヒバナ』に移し、2017年6月号で完結した。

## あらすじ
母を亡くした玉井一は心の拠り所であった恋人の浮気現場を目撃する。しかも日頃自分を追い詰める上司が相手。混乱した一は業務中に運転するバスで事故を起こし、大怪我を負ってしまう。全てを失った一の病室にやってきたのは14年前家族を捨て女の元へ去った父と、初めて会う血の繋がらない妹・山口初穂。「一緒に暮らそう」と言う父とは裏腹に、強い敵意を表す初穂。複雑な想いを抱えたまま行き場のない一は父と共に新潟県長岡市へ向かう。

## 登場人物
玉井一
本作の主人公。30歳。バスの運転手をしていたが、事故を起こし退職。東京に戻ろうと考えている。
山口初穂
本作のヒロイン。美子の連れ子。13歳の中学1年生。二号宅と後ろ指をさされながらも、必死に「家族」への強い想いを保とうとする。父のいないところでは一に強い敵意を見せ、厳しい態度を取る。
玉井貴澄
一の実父。高校受験を翌年に控える一と妻の元から去ったが、一の怪我を知り迎えに現れる。家族で暮らせることを喜んでいるが、体調があまりよくない。
山口美子
未入籍のまま14年間、貴澄と暮らす。彼と出会ったときには初穂を身篭っていた。一を気遣う。
山口澄也
初穂の弟。姉から溺愛されている。貴澄と美子の実子。
奥野
初穂に想いを寄せるクラスメイト。
小出蛍子
近所のコンビニの店員。一に気を遣い仕事を紹介してくれた。